# Control Denied
Control Denied byla progmetalová skupina založená death metalovým hudebníkem a zakladatelem Death Chuckem Schuldinerem. Kapela začala v roce 1996, protože Schuldiner chtěl vytvořit melodičtější styl, než jaký byl možný u Death. Projekt byl přerušen vydáním posledním albem Death The Sound of Perseverance v roce 1998. Ale nakonec debutové album The Fragile Art of Existence vyšlo v roce 1999. Druhé album s předběžným názvem When Man and Machine Collide bylo částečně nahráno, ale rakovina mozku, která byla příčinou smrti Chuck Schuldinera v roce 2001 pozastavila nahrávání. Zbývající členové kapely vyjádřili přání materiál dokončit a vydat.
S Karmageddon Media však existoval dlouhodobý právní spor ohledně práv k materiálu, který dále odkládal dokončení a vydání alba. Část těchto neúplných nahrávek byla vydána bez povolení ve dvoudílných bootlegech Zero Tolerance Chuckových B-stran a nevydaných skladeb. Nicméně, Schuldinera realitní právník Eric Greif vyřešil všechny záležitosti se značkou do prosince 2009, což umožňovalo možnost dokončení alba.
4. prosince 2010 vydal zpěvák Tim Aymar prohlášení, že se plánuje nahrávat a vydat album s tím, že Jim Morris z Morrisound Studios (s nímž Chuck Schuldiner během své kariéry nahrál několik alb) byl v kontaktu s Greifem, aby začal plánovat a rezervovat čas ve studiu a zaznamenat zbývající části filmu When Man and Machine Collide. Plány byly zkráceny vloupáním do Morrisoundu na jaře roku 2011, kdy došlo ke krádeži většiny jejich vybavení, což odsunulo dokončení alba. V lednu 2014 Greif uvedl, že k dokončení alba došlo jen k malému pokroku, kromě průzkumného setkání producenta Jima Morrise a kytaristy Shannona Hamma. Do roku 2016 Greif uvedl, že album nebude nikdy dokončeno.
Fragile Art of Existence byl znovu vydán v říjnu 2010 společností Relapse Records ve standardním formátu pro 2 disky s hodinovým bonusovým materiálem a 3-diskovou luxusní verzí se dvěma hodinami bonusového materiálu.

## Diskografie
- 1996 demo (1996)
- 1996 demo (1997)
- 1999 demo (1999)
- The Fragile Art of Existence (1999)
- Unreleased Themes from Control Denied (ilegální) (2004)
- The Fragile Art of Existence (reedice, dva formáty) (2010)

## Členové

### Konečná sestava
- Chuck Schuldiner – kytara (1996–2001), zpěv (1996–1997, 1999); zemřel 2001
- Steve Di Giorgio – baskytara (1999–2001)
- Shannon Hamm – kytara (1996–2001)
- Tim Aymar – zpěv(1997–2001)
- Richard Christy – bicí (1997–2001)

### Bývalá sestava
- B.C. Richards – zpěv (1996)
- Chris Williams – bicí(1996–1997); zemřel 2000
- Scott Clendenin – baskytara (1996–1997); zemřel 2015

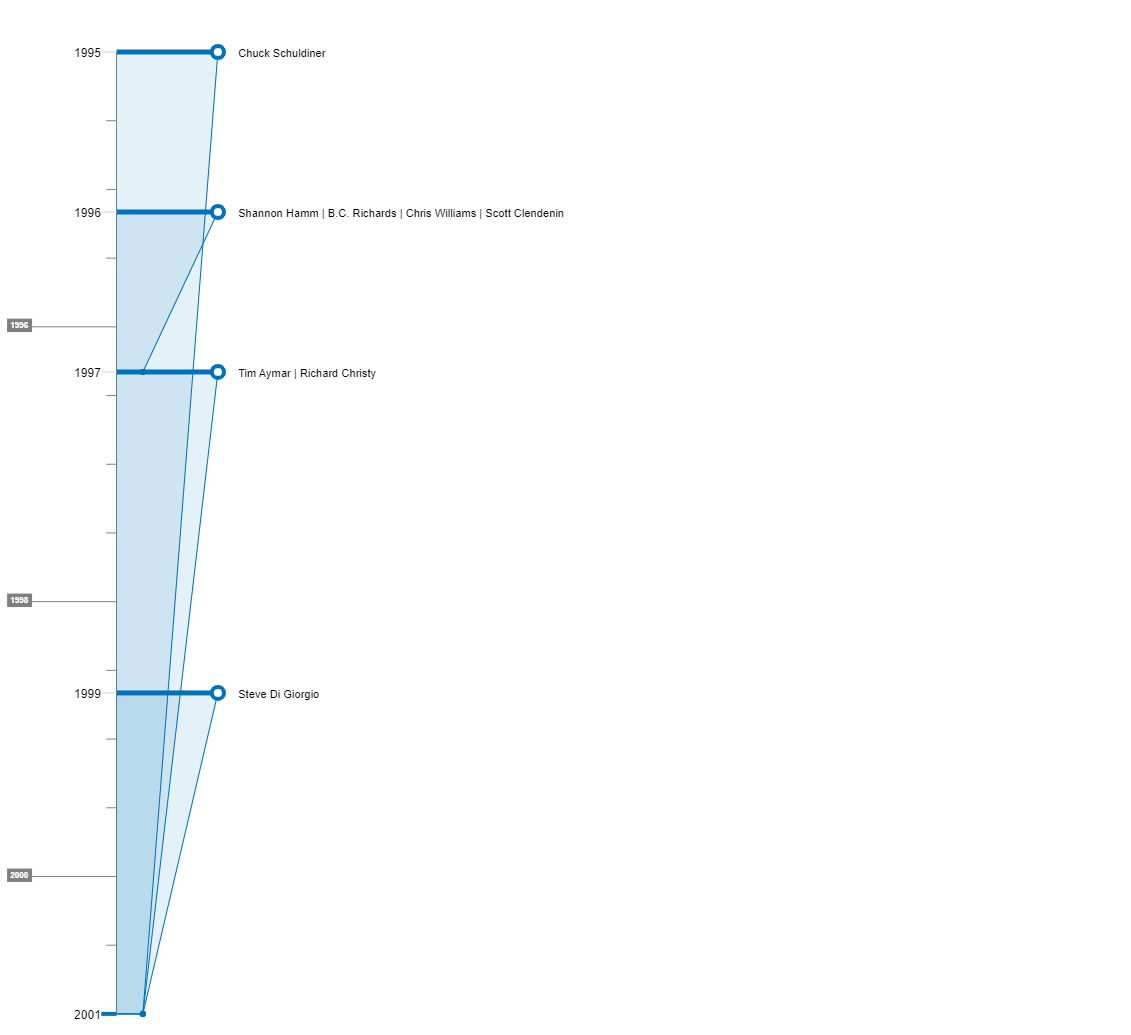